# Signiphora thoreauini
Signiphora thoreauini är en stekelart som beskrevs av Girault 1916. Signiphora thoreauini ingår i släktet Signiphora och familjen långklubbsteklar. Inga underarter finns listade i Catalogue of Life.